# Hypopyra bosei
Hypopyra bosei är en fjärilsart som beskrevs av Saalmüller 1880. Hypopyra bosei ingår i släktet Hypopyra och familjen nattflyn. Inga underarter finns listade i Catalogue of Life.